# Передача спинового момента

Простая модель передачи спинового момента для двух противоположно намагниченных слоёв. Ток, вытекающий из неподвижного слоя, поляризован по спину. Когда он достигает свободного слоя, большинство спинов релаксируют в состояния с противоположной ориентации спина с более низкой энергией, при этом прилагая крутящий момент к свободному слою.

Принципиальная схема перехода спиновый клапан/магнитный туннельный переход. В спиновом клапане промежуточный слой (фиолетовый) — металлический; в магнитном туннельном переходе он сдалан из изолятора.

Передача спинового момента (STT) — это эффект, при котором ориентация магнитного слоя в магнитном туннельном переходе или спиновом клапане может управляться с помощью спин-поляризованноо тока.
Носители заряда (такие как электроны) обладают свойством, известным как спин, который представляет собой небольшую величину собственного углового момента, присущего частице. Электрический ток обычно неполяризован (состоит на 50 % из электронов со спином вверх и на 50 % со спином вниз); спин-поляризованный ток — это ток с большим количеством электронов любого спина. Пропуская ток через толстый магнитный слой (обычно называемый «неподвижным слоем»), можно создать спин-поляризованный ток. Если этот спин-поляризованный ток направить во второй, более тонкий магнитный слой («свободный слой»), то угловой момент может быть передан этому слою, изменив его намагничеснность. Эффекты обычно наблюдаются только в устройствах нанометрового масштаба.

## Память на основе эффекта передачи спинового момента
Эффект передачи спинового момента можно использовать для изменения намагниченности активных элементов в магнитной оперативной памяти. Магнитная память с произвольным доступом и передачей спинового момента (STT-RAM или STT-MRAM) представляет собой энергонезависимую память с почти нулевым энергопотреблением утечки, что является основным преимуществом по сравнению с памятью на основе электрических зарядов, такой как SRAM и DRAM. 
STT-RAM также имеет преимущества более низкого энергопотребления и лучшей масштабируемости, чем обычная магниторезистивная память с произвольным доступом (MRAM), которая использует магнитное поле для переворота намагниченности активных элементов. Технология передачи спинового момента потенциально может сделать возможными устройства MRAM, сочетающие низкие требования к току и сниженную стоимость; однако величина тока, необходимая для переориентации намагниченности, в настоящее время слишком велика для большинства коммерческих приложений, и одно только уменьшение этой плотности тока является основой современных исследований в области спиновой электроники (спинтроники).

### Индустрия
В 1997 году исследовательский центр Sony опубликовал первую заявку на патент Японии на SPINOR (энергонезависимую ортогональную память чтения/записи со спин-поляризованной инжекцией), предшественника STT RAM. Впоследствии, на конференции IEDM 2005, исследователи Sony сообщили о первой работающей STT-памяти ёмкостью 4 КБ, получившей название Spin-RAM, с заменой парамагнитного промежуточного слоя памяти SPINOR на диэлектрик MgO. Комании Hynix Semiconductor и Grandis заключили партнерство в апреле 2008 года для изучения коммерческого развития технологии STT-RAM. Hitachi и Университет Тохоку продемонстрировали 32-Мбит STT-RAM в июне 2009 года.
В 2011 году Qualcomm представила встроенную STT-MRAM на 1 Мбит, произведённую на 45-нм заводе TSMC на симпозиуме по СБИС. 

В 2012 году Everspin Technologies выпустила первый коммерчески доступный DIMM DDR3 SDRAM ST-MRAM ёмкостью 64 МБ. 
В июне 2019 года Everspin Technologies запустила опытное производство 28-нм чипов STT-MRAM объёмом 1 Гб. 

В декабре 2019 года Intel продемонстрировала STT-MRAM для кэша L4. 
 
В 2022 году TechInsights обнаружила встроенную память STT-MRAM ёмкостью 16 МБ в микроконтроллере фитнес-трекера Fitbit Luxe и в несколько других коммерчески доступных носимых продуктов.
Другие компании, работающие над STT-RAM, включают Avalanche Technology, Crocus Technology и Spin Transfer Technologies.